# Elizabeth Neave
Elizabeth Neave (Newcastle-under-Lyme, 12 de juny de 1987) és una esportista britànica que competeix en piragüisme en la modalitat de eslalon, guanyadora de 4 medalles al Campionat Mundial de Piragüisme en Eslalon entre els anys 2007 i 2015, i 5 medalles al Campionat Europeu de Piragüisme en Eslalon entre els anys 2007 i 2016.

## Palmarès internacional
| Campionat Mundial | Campionat Mundial               | Campionat Mundial | Campionat Mundial |
| Any               | Lloc                            | Medalla           | Competició        |
| ----------------- | ------------------------------- | ----------------- | ----------------- |
| 2007              | Foz do Iguaçu ( Brasil)         | 3                 | K1 per equips     |
| 2009              | Seu d'Urgell ( Espanya)         | 1                 | K1 per equips     |
| 2009              | Seu d'Urgell ( Espanya)         | 3                 | K1 individual     |
| 2015              | Londres ( Regne Unit)           | 2                 | K1 per equips     |
| Campionat Europeu |                                 |                   |                   |
| Any               | Lloc                            | Medalla           | Competició        |
| 2007              | Liptovský Mikuláš ( Eslovàquia) | 3                 | K1 per equips     |
| 2009              | Nottingham ( Regne Unit)        | 1                 | K1 per equips     |
| 2011              | Seu d'Urgell ( Espanya)         | 3                 | K1 individual     |
| 2013              | Cracovia ( Polònia)             | 2                 | K1 per equips     |
| 2016              | Liptovský Mikuláš ( Eslovàquia) | 1                 | K1 per equips     |